# KGet
Kget é um gerenciador de downloads para Linux, FreeBSD e Solaris. Este gerenciador precisa das bibliotecas QT (as mesmas que são usadas no ambiente gráfico KDE).
Sua interface gráfica é bem simples mas tem as funções básicas para fazer download de um arquivo. Tem função de desligamento do computador ou da conexão após o download, lista de espera e algumas outras funções a mais.
Este gerenciador de downloads pode se "integrar" a qualquer navegador pelo recurso de "arrastar e soltar", ainda podendo capturar os links pela área de transferência.